# Terrorcons
Questi robot fanno parte dell'universo immaginario dei Transformers.

## Generation 1
I Terrorcons sono un gruppo Decepticon, che si trasformano in bestie mitologiche. Sono composti da:
1. Hun-Gurrr (Grifobot), leader dei Terrorcons e parte centrale di Abominus. Si trasforma in un drago robotico a 2 teste.
2. Blot (Spectrobot), braccio sinistro di Abominus. Si trasforma in un orco robotico blu.
3. Rippersnapper (Battlebot), braccio destro di Abominus. Si trasforma in uno squalo (riferito come una "lucertola" nelle istruzioni della versione giocattolo).
4. Sinnertwin (Bifrontbot), gamba destra di Abominus. Si trasforma in un cane a 2 teste.
5. Cutthroat (Crudelbot), gamba sinistra di Abominus. Si trasforma in un pterodattilo.

La loro unione dà vita ad Abominus, il quale possiede un'enorme forza distruttiva ed è il diretto avversario di Computron, unione dei 5 Tecnobots, il quale possiede un'acuta intelligenza.

## Transformers Energon
Nella serie Energon sono stati costruiti da Scorponok per Alfa Q (a forma di animale) e vengono utilizzati anche da Megatron.
Usati per rubare l'energon possono fiutarlo. Come tutti i transformers si trasformano in robot. Quando hanno rubato l'energon, lo caricono in piccole stelle presenti sulla schiena. Hanno tre forme.

### Forma uccello
Questo tipo di robot ha la forma di un rapace.
Poche volte questi robot prelevano l'energon direttamente, infatti, oltre a questo raro compito, servono come fanteria aerea, e per sganciare la forma lupo che ruba l'energon. Tutti i terrorcons non possono toccare il superenergon.

### Forma d'attacco
Ha le sembianze di un giaguaro, e viene sganciato dalla forma uccello.

### Forma d'attacco massiccio
È più grande delle altre.
Ha forma di tirannosaurus rex, attaccano obiettivi massicci come astronavi.

## Transformers Prime
In questa serie non sono altro che Transformers tornati in vita grazie al sangue dell'Unicron, l'energon oscuro, e che sono praticamente zombie e, dapprima divengono l'arma più potente di Megatron, che ridà vita ai soldati caduti, dapprima sulla Terra, e poi su Cybertron, per rafforzare l'esercito dei Decepticon, un esercito inarrestabile, ma fallendo e rischiando di spegnersi.
In Predacon Rising, Unicron crea un esercito di Predacon-zombie (o Zombicon) per distruggere Primus e, quindi Cybertron. Gli Zombicon si disintegrano non appena Unicron viene imprigionato nel contenitore, dove prima vi risiedeva l'Allspark, e lasciando il corpo di Megatron, poco prima che arrivassero al nucleo di Cybertron.